# Кортенул-Ноу
Корте́нул-Но́у (Новий Кортенул, Новий Кортен, рум. Cortenul Nou) — село в Тараклійському районі Молдови, відноситься до комуни Чалик.
Село розташоване на річці Великий Ялпуг.